# Piragüismo en aguas tranquilas

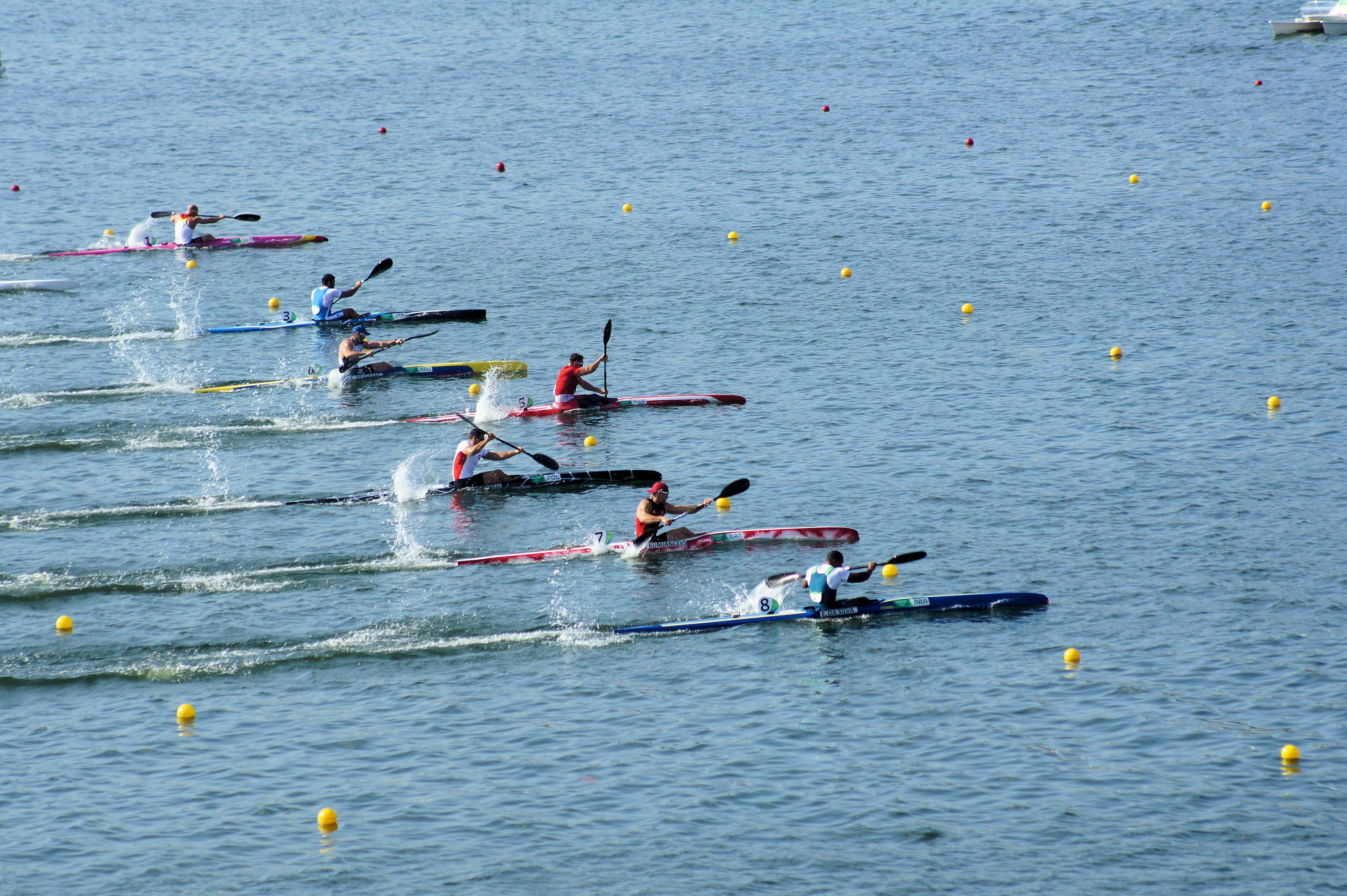
Competición de Piragüismo en aguas tranquilas en los JJOO de Río 2016

Según el reglamento de la RFEP, las competiciones en aguas tranquilas son aquellas en las que la salida se da a las embarcaciones colocadas en línea y siempre sobre aguas tranquilas, recorriendo una distancia sin obstáculos en el menor tiempo posible. Las distancias de 200, 500 y 1000 metros están reconocidas como olímpicas.
Las regatas se pueden clasificar en:
- De velocidad en línea por calles: cuando la distancia recorrer no rebasa los 1000 metros y se realiza en aguas tranquilas.
- De fondo en línea: cuando la distancia a recorrer rebasa los 1000 metros y hasta los 5000 metros y se realiza en aguas tranquilas.
- Maratón: cuando la distancia es superior a 18 kilómetros y hasta los 30 kilómetros, la carrera se desarrolla realizando vueltas de unos 6 u 8 km. A lo largo de la misma, se realizan una serie de porteos, uno por cada vuelta.

Las embarcaciones deben ser reglamentarias, con un peso más o menos exacto. En las competiciones de velocidad las embarcaciones individuales K1 deben pesar 12 kg y los C1 14 kg, en las de larga distancia 8 kg en los K1 y 12 kg en los C1.

## Categorías
La Real Federación Española de Piragüismo reconoce seis clases de embarcaciones: K1, K2, K4, C1, C2 y C4. El número indica el tamaño de la tripulación y la letra el tipo de embarcación: "K" para kayak y la "C" para canoa. Por ejemplo, "K2 1.000m" es una carrera de 1.000m con kayaks de una sola persona.
Según el reglamento de la RFEP las modalidades y categorías son las siguientes:
- Hombres Sénior: +10.000 (maratones de más de 5 km), 10.000, 5.000, 2.000, 1.000, 500 y 200 metros; K1, K2, K4, C1, C2, C4
- Mujeres sénior: +10.000 (maratones de más de 5 km),10.000, 5.000, 2.000, 1.000, 500 y 200 metros; K1, K2, K4, C1, C2, C4
- Hombres Junior: +10.000 (maratones de más de 5 km),10.000, 5.000, 2.000, 1.000, 500 y 200 metros; K1, K2, K4, C1, C2, C4
- Mujeres Junior: +10.000 (maratones de más de 5 km),10.000, 5.000, 2.000, 1.000, 500 y 200 metros; K1, K2, K4, C1, C2, C4
- Hombres Cadetes: +10.000 (maratones de más de 5 km hasta unos 15, aunque en algunas pruebas se puede llegar a superar),10.000, 5.000, 2.000, 1.000, 500 y 200 metros; K1, K2, K4, C1, C2, C4
- Mujeres Cadetes: +10.000 (maratones de más de 5 km hasta unos 15, aunque en algunas pruebas se puede llegar a superar)10.000, 5.000, 2.000, 1.000, 500 y 200 metros; K1, K2, K4, C1, C2, C4
- Hombres Infantiles: Copas de España de 3000 m, Campeonato de Infantiles 1.000 m en pista sin ciaboga, competiciones de no más de 5 km.
- Mujeres Infantiles: Copas de España de 3000 m, Campeonato de Infantiles 1.000 m en pista sin ciaboga, competiciones de no más de 5 km.
- Hombres y Mujeres alevines, benjamines y pre-benjamines: 1.500/2.000 m en regatas comarcales y provinciales, autonómicas, etc. (no nacionales)

## Llegadas
Para que una llegada sea válida el deportista debe estar totalmente dentro de la embarcación y se produce cuando la proa rebasa la línea de llegada.
En algunos casos, como maratones u otras competiciones, las embarcaciones se aproximan a la zona de jueces en la llegada para quedar justo entre unas boyas (que marcarán por dónde debe ir y el final del recorrido) y así organizar de manera más eficaz la lista de clasificados. Esta práctica recibe comúnmente el nombre de embudo y oficialmente zona de jueces.

## Numeración de las embarcaciones
Llevará cada embarcación una placa vertical de material no transparente sobre la cual deben ir pintados en negro los números de la calle por la que irán o un número que los identifique. Estas placas deben ir colocadas obligatoriamente sobre unos soportes llamados portatablillas. A veces, como en el tradicional Sella, los dorsales son directamente pegados a la embarcación, siempre mirando donde los jueces se apostan. En algunas ocasiones, también se recurre a los dorsales para ayudar a la identificación de los competidores.

## Modalidades
En el Piragüismo español existen varias modalidades o prácticas que puntúan en una liga llamada Hernando Calleja, primer presidente de la Federación Española de Piragüismo. Esta liga posee cuatro apartados:
- Clasificación de Pista: en línea recta y en calles delimitadas por boyas a 25 metros una de otra, con distancias máximas de 1.000 m.
- Clasificación de Ríos y Maratón: competiciones de varios kilómetros, en recorridos marcados por una o varias boyas para ciabogar. En muchas competiciones, existen unas zonas de porteo, obligadas o condicionadas por alguna sequera, que consiste en desembarcar, recoger la piragua y llevarla hasta el embarque. Las salidas pueden hacerse desde tierra, es decir, correr hasta la piragua pala en mano y montarse en un embarcadero o playa.
- Clasificación de Veteranos: tras la categoría sénior, la categoría veterano. Desde los 40 años, los veteranos compiten en algunas pruebas, como el campeonato de fondo y las pruebas de maratón.
- Clasificación de Promoción: Infantiles (13 y 14 años) compitan en 3000 m y un campeonato de 1000 m en pista.